# بولين كاشمان
بولين كاشمان (بالإنجليزية: Pauline Cushman)‏ هي جاسوسة وممثلة أمريكية، ولدت في 10 يونيو 1833 في نيو أورلينز في الولايات المتحدة، وتوفيت في 2 ديسمبر 1893 في سان فرانسيسكو في الولايات المتحدة.